# Kirkebygden
Kirkebygden (eller Kirkebygda) är en tätort och kyrkby som utgör centralort i Vålers kommun, Østfold fylke i sydöstra Norge. Orten ligger cirka 17 kilometer nordöst om staden Moss och hade 1 484 invånare den 1 januari 2022.
Vålers kyrka, en stenkyrka i romansk stil från strax före 1200, ligger precis vid tätorten.